# カムイシン
座標: 北緯50度4分 東経45度24分 / 北緯50.067度 東経45.400度

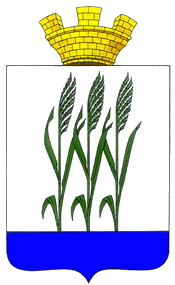
カムイシン市の紋章

カムイシン（カミシン、ロシア語: Камы́шин, Kamyshin）は、ロシア・ヴォルゴグラード州の都市。ヴォルガ川のダム湖・ヴォルゴグラード湖右岸（西側）の、カムイシンカ川との合流点に位置する。北のサラトフと南のヴォルゴグラードの中間にあたる。人口は10万7927人（2021年）。

## 歴史
1667年、カムイシンの村がカムイシンカ川左岸に建設された。1697年には川の対岸にピョートロフスカヤの砦と町が築かれ、ドミトリエフスキー連隊が駐屯したことから1699年にはドミトリエフスキーとも呼ばれるようになった。1710年、左岸の住民全員が右岸のドミトリエフスキーに移転した。1780年にはドミトリエフスキーはカムイシンと改名されている。

19世紀、カムイシンは製材所や風車のある工業の町であり、同時に一帯の商業の中心地でもあった。またスイカの取引でも知られた。第二次世界大戦では、120km南のスターリングラード（現在のヴォルゴグラード）が舞台となったスターリングラード攻防戦の負傷兵が療養する場所となっていた。またソ連の中央アジアなどから徴兵されてスターリングラードで戦ったアジア系の兵士たちが、戦後、褒賞として水道や電気の整ったカムイシンに住宅を与えられて住むようになった。1958年から1961年にかけて下流のヴォルシスキーにヴォルゴグラード水力発電所とヴォルゴグラード・ダムが建設されて以来、ヴォルガ川にはカムイシンを超えて上流にまで続く大きな貯水湖が形成された。
第二次世界大戦で重傷を負い両足が義足になりながらも赤軍のエースパイロットおよびソ連邦英雄になったアレクセイ・マレシエフ（Alexei Petrovich Maresiev）は1916年にカムイシンに生まれた。その他の著名な出身者にはサッカー選手のデニス・コロディンらがいる。

## 自然

### 気候
気象
| カムイシンの気候              | カムイシンの気候 | カムイシンの気候 | カムイシンの気候 | カムイシンの気候 | カムイシンの気候 | カムイシンの気候 | カムイシンの気候 | カムイシンの気候 | カムイシンの気候 | カムイシンの気候 | カムイシンの気候 | カムイシンの気候 | カムイシンの気候 |
| 月                            | 1月              | 2月              | 3月              | 4月              | 5月              | 6月              | 7月              | 8月              | 9月              | 10月             | 11月             | 12月             | 年               |
| ----------------------------- | ---------------- | ---------------- | ---------------- | ---------------- | ---------------- | ---------------- | ---------------- | ---------------- | ---------------- | ---------------- | ---------------- | ---------------- | ---------------- |
| 最高気温記録 °C （°F）        | 12.3 (54.1)      | 10.8 (51.4)      | 19.8 (67.6)      | 28.6 (83.5)      | 36.6 (97.9)      | 39.8 (103.6)     | 41.5 (106.7)     | 41.2 (106.2)     | 39.3 (102.7)     | 27.7 (81.9)      | 16.8 (62.2)      | 9.7 (49.5)       | 41.5 (106.7)     |
| 平均最高気温 °C （°F）        | −5.4 (22.3)      | −5.1 (22.8)      | 1.6 (34.9)       | 14.1 (57.4)      | 21.8 (71.2)      | 27.0 (80.6)      | 29.5 (85.1)      | 27.7 (81.9)      | 20.7 (69.3)      | 11.5 (52.7)      | 2.4 (36.3)       | −3.2 (26.2)      | 11.9 (53.4)      |
| 日平均気温 °C （°F）          | −8.3 (17.1)      | −8.4 (16.9)      | −2.0 (28.4)      | 9.1 (48.4)       | 16.3 (61.3)      | 21.5 (70.7)      | 23.9 (75)        | 22.2 (72)        | 15.7 (60.3)      | 7.5 (45.5)       | −0.4 (31.3)      | −5.9 (21.4)      | 7.6 (45.7)       |
| 平均最低気温 °C （°F）        | −11.2 (11.8)     | −11.7 (10.9)     | −5.6 (21.9)      | 4.1 (39.4)       | 10.8 (51.4)      | 15.9 (60.6)      | 18.2 (64.8)      | 16.6 (61.9)      | 10.7 (51.3)      | 3.6 (38.5)       | −3.2 (26.2)      | −8.5 (16.7)      | 3.3 (37.9)       |
| 最低気温記録 °C （°F）        | −31.7 (−25.1)    | −32.1 (−25.8)    | −24.2 (−11.6)    | −9.2 (15.4)      | −1.1 (30)        | 4.2 (39.6)       | 6.0 (42.8)       | 3.8 (38.8)       | −12.1 (10.2)     | −11.1 (12)       | −25.0 (−13)      | −26.7 (−16.1)    | −32.1 (−25.8)    |
| 出典：Камышин погода и климат |                  |                  |                  |                  |                  |                  |                  |                  |                  |                  |                  |                  |                  |

## スポーツ
現在、カムイシンにはサッカークラブ「FCテクスチリシク・カムイシン」（FC Tekstilshchik Kamyshin）がある。1992年から1996年にはロシアサッカー・トップリーグに属し1993年には4位となり、1994年-1995年UEFAカップの予選2回戦にも進出したが、2002年以降は4部のアマチュアリーグに属している。